# Papier peint ingrain
 (avril 2022).

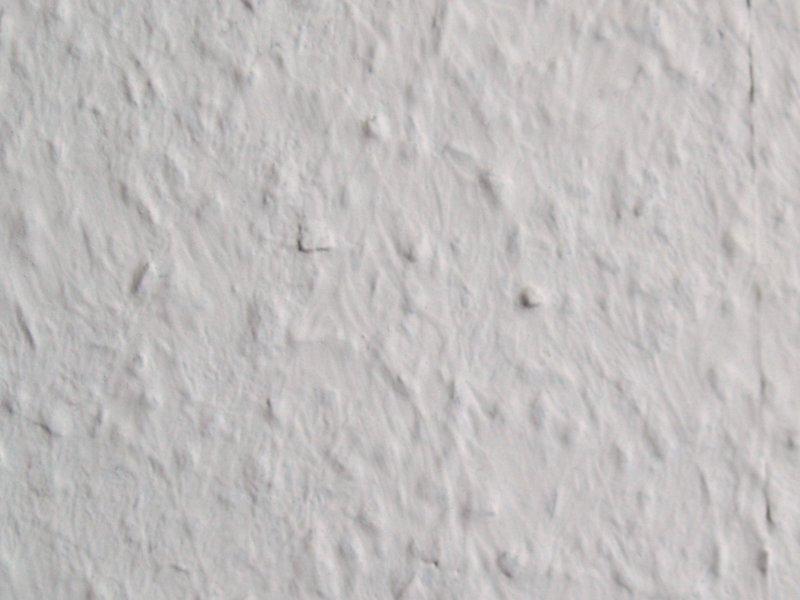
Structure du papier peint ingrain

Le papier peint ingrain (ou ingrain) est un matériau de décoration. Il se compose de deux couches de papier recyclé séparées par une couche de fibre de bois.

## Histoire
Le papier peint ingrain a été inventé par le pharmacien allemand Hugo Erfurt en 1864[réf. nécessaire]. Son grand-père commercialise ensuite son produit dans son entreprise, où il est d'abord utilisé comme décoration de vitrines, puis comme papier peint à partir des années 1920[réf. nécessaire].

## Utilisation
Il peut également être très difficile à enlever, surtout lorsque plusieurs couches de peinture ont été appliquées.